# Merinthopodium vogelii
Merinthopodium vogelii là loài thực vật có hoa trong họ Cà. Loài này được (Cuatrec.) Castillo & R.E. Schultes mô tả khoa học đầu tiên năm 1986.